# ديفيد لورد
ديفيد لورد (بالإنجليزية: David Lord)‏ هو مجدف جنوب أفريقي، ولد في 12 يونيو 1929 في بريتوريا في جنوب أفريقيا، وتوفي في 11 ديسمبر 1998 في بوكسبورغ ‏ في جنوب أفريقيا.

## وصلات خارجية
- ديفيد لورد على موقع الاتحاد الدولي للتجديف (الإنجليزية)
- ديفيد لورد على موقع اللجنة الأولمبية الدولية (الإنجليزية)
- ديفيد لورد على موقع أوليمبيديا (الإنجليزية)